# خوشدل تهرانی
علی اکبر خوشدل تهرانی (۱۲۹۳–۱۳۶۵) فرزند رحیم صلح‌خواه کرمانشاهی، از  شاعران مشهور تهران در سده اخیر است. دیوان کلیات اشعار وی بارها چاپ شده‌است.

## زندگی
وی در سال ۱۲۹۳ خورشیدی در تهران زاده شد. مادرش کاشانی و پدرش کرمانشاهی بود. چنان‌که خود می‌گوید:
| گر چه تهران مسقط الرأس رهی است |  | مادرم کاشی، پدر کرمانشهی است |

خوشدل پس از تحصیلات علوم قدیمی نزد افرادی چون علی رشتی، تحصیلات کلاسیک را طی کرد و در مدرسه ایرانشهر (ثروت) مدتی تحصیل نمود. وی بعدها به سیاحت در عراق، مصر، ترکیه، حجاز، افغانستان، پاکستان و هندوستان پرداخت. وی از آن پس در تهران ماندگار شد و به شعر و شاعری پرداخت. علی اکبر خوشدل، در غزل و قصیده و قطعه و مثنوی، شعر می‌سرود و بیشتر به عنوان یک شاعر مذهبی، آیینی و مدیحه سرا شناخته شده‌است.

## معروف‌ترین شعر
معروف‌ترین شعر خوشدل در رثای حسین بن علی است با مطلع:
| بزرگ فلسفه قتل شاه دین این است |  | که مرگ سرخ به از زندگی ننگین است  |
| حسین مظهر آزادگی و آزادی است   |  | خوشا کسی که چنینش مرام و آیین است |

## اشعار
خوشدل در غزل‌گویی ماهر است و به سبک هندی تمایل دارد. مدح‌ها و مراثی بسیاری نیز در مدح امامان شیعه سروده است.

### نمونهٔ شعر
| داری جفا به پاکدلان، ای جهان! هنوز    |  | کز جور توست تا به فلک، الامان هنوز  |
| ای چرخ، از تو ناله کند انس و جان هنوز |  | نادم نه‌ای ز دور خود، ای آسمان! هنوز |
| دشمن به گریه آمد و تو سر گران هنوز    |  |                                     |

| باشد گواه این سخنم در جهان، حسین |  | سلطان دین و رهبر آزادگان، حسین      |
| لب تشنه مرد، بر لب آب روان، حسین |  | شرمت نشد فرات» که لب تشنه جان، حسین |
| بسپرد در کنار تو و تو روان هنوز  |  |                                     |

| بر داستان کرب و بلا چون که بنگرم    |  | یاد از کلام زینب مظلوم آورم      |
| در قتلگاه گفت به خود من چه خواهرم؟! |  | غلطان به خون برادر با جان برابرم |
| دردا که زنده‌ام من نامهربان هنوز     |  |                                  |

| سوزم شها! زناله جانسوز خواهرت   |  | بر نی چو دید آن سر خونین انورت     |
| گفت: از فراز نامه، به راس منورت |  | ای شاه تشنه لب! که برید از قفا سرت |
| کاید صدای العطشت، بر سنان هنوز  |  |                                    |

| نازم به صبر خواهرت، ای خسرو جلیل |  | آن رهبر زنان زکف داد، بس قتیل |
| بر کودکان، معین و پرستار بر علیل |  | آواز و صوت و جرس، بانگ الرحیل |
| شرح جفای شر و سنان در میان هنوز  |  |                               |

| خوشدل، فزون از این نبود در جهان غمی |  | از بهره بانویی که بسوزاند عالمی |
| گفت این سخن چو دور شد از قتلگه، کمی |  | ای ساربان! عنان شتر، بازکش دمی  |
| در خواب رفته اصغر شیرین زبان هنوز   |  |                                 |

## آثار
گلشن خوشدل، عمده الاسرار و دیوان شعر از آثار اوست.

## درگذشت
خوشدل عاقبت در دوم مهرماه ۱۳۶۵ در ۷۲ سالگی درگذشت و در آستانه شیخ صدوق در ری مدفون شد.